# 802
802 (DCCCII) fue un año común comenzado en sábado del calendario juliano, en vigor en aquella fecha.

## Acontecimientos
- 31 de octubre: en Bizancio, Irene es depuesta como emperatriz y es reemplazada por Nicéforo I. Es desterrada a la isla de Lesbos.
- Yaia-Varman declara la independencia del Jemer y establece el reino de Angkor.
- En Bulgaria, Krum se convierte en jan (rey).
- Egberto toma posesióń del cargo de rey de Wessex, convirtiéndose en el primer soberano de todo el país de Inglaterra.
- Los vikingos saquean Iona.
- En Corea se construye el templo de Haeinsa.
- España: En contraposición a Toledo el para autoriza la creación de la Sede Episcopal de Oviedo, siendo Adulfo su primer obispo.
- Según los cálculos del religioso galorromano Gregorio de Tours (538-594) el fin del mundo sucedería entre el 799 y el 806.
- Un terremoto sacude la provincia de Adana en Turquía provocando un tsunami.

## Nacimientos
- Hugo, aristócrata francés, hijo de Carlomagno.

## Fallecimientos
- Æthelmund, Ealdorman de Hwicce